# Lombardni kredit
Lombardni kredit je posojilo z zastavo vrednostnih papirjev. Ti papirji lahko pripadajo uporabniku kredita ali tretjemu, ki je v to privolil.[
 Arhivirano 2014-12-17 na Wayback Machine.
 Arhivirano 2009-02-01 na Wayback Machine.